# 第42回ゴールデングローブ賞
42nd Golden Globe Awards

1985年1月27日
映画賞（ドラマ部門）:

 アマデウス 
映画賞（ミュージカル・コメディ部門）:

 ロマンシング・ストーン 秘宝の谷 
テレビシリーズ賞（ドラマ部門）:

 ジェシカおばさんの事件簿 
テレビシリーズ賞（ミュージカル・コメディ部門）:

 コスビー・ショー 
第42回ゴールデングローブ賞（だい42かいゴールデングローブしょう）は、1984年の映画とテレビ番組を対象としており、1985年1月27日に発表された。

## 受賞とノミネート一覧

### 映画

#### 主演男優賞（ドラマ部門）
- F・マーリー・エイブラハム - 『アマデウス』
  - ジェフ・ブリッジス - 『スターマン/愛・宇宙はるかに』
  - アルバート・フィニー - 『火山のもとで』
  - トム・ハルス - 『アマデウス』
  - サム・ウォーターストン - 『キリング・フィールド』

#### 主演男優賞（ミュージカル・コメディ部門）
- ダドリー・ムーア -  『結婚ダブルス/ミッキー&モード』
  - スティーヴ・マーティン - 『オール・オブ・ミー/突然半身が女に!』
  - エディ・マーフィ - 『ビバリーヒルズ・コップ』
  - ビル・マーレイ - 『ゴーストバスターズ』
  - ロビン・ウィリアムズ  - 『ハドソン河のモスコー』

#### 主演女優賞（ドラマ部門）
- サリー・フィールド - 『プレイス・イン・ザ・ハート』
  - ダイアン・キートン - 『燃えつきるまで』
  - ジェシカ・ラング - 『カントリー』
  - ヴァネッサ・レッドグレイヴ - 『ボストニアン』
  - シシー・スペイセク - 『ザ・リバー』

#### 主演女優賞（ミュージカル・コメディ部門）
- キャスリーン・ターナー - 『ロマンシング・ストーン 秘宝の谷』
  - アン・バンクロフト - 『ガルボトーク/夢のつづきは夢…』
  - ミア・ファロー - 『ブロードウェイのダニー・ローズ』
  - シェリー・ロング - 『ペーパー・ファミリー』
  - リリー・トムリン - 『オール・オブ・ミー/突然半身が女に!』

#### 監督賞
- ミロス・フォアマン - 『アマデウス』
  - フランシス・フォード・コッポラ - 『コットンクラブ』
  - ローランド・ジョフィ - 『キリング・フィールド』
  - デヴィッド・リーン - 『インドへの道』
  - セルジオ・レオーネ - 『ワンス・アポン・ア・タイム・イン・アメリカ』

#### 作品賞（ドラマ部門）
- 『アマデウス』
  - 『コットンクラブ』
  - 『キリング・フィールド』
  - 『プレイス・イン・ザ・ハート』
  - 『ソルジャー・ストーリー』

#### 作品賞（ミュージカル・コメディ部門）
- 『ロマンシング・ストーン 秘宝の谷』
  - 『ビバリーヒルズ・コップ』
  - 『ゴーストバスターズ』
  - 『結婚ダブルス/ミッキー&モード』
  - 『スプラッシュ』

#### 外国語映画賞
- 『インドへの道』 -  イギリス
  - 『カルメン』 -  フランス
  - La diagonale du fou -  スイス
  - 『パリ、テキサス』 -  西ドイツ/ フランス
  - 『田舎の日曜日』 -  フランス

#### 作曲賞
- 『インドへの道』 - モーリス・ジャール
  - 『キリング・フィールド』 - マイク・オールドフィールド
  - 『ワンス・アポン・ア・タイム・イン・アメリカ』 - エンニオ・モリコーネ
  - 『ザ・リバー』 - ジョン・ウィリアムズ
  - 『スターマン/愛・宇宙はるかに』 - ジャック・ニッチェ

#### 歌曲賞
- 「心の愛」 - スティーヴィー・ワンダー（作詞・作曲） - 『ウーマン・イン・レッド』
  - 「見つめて欲しい」 - フィル・コリンズ（作詞・作曲） - 『カリブの熱い夜』
  - 「フットルース」 - ケニー・ロギンス（作詞・作曲）、ディーン・ピッチフォード（作詞・作曲） - 『フットルース』
  - "Ghostbusters" - レイ・パーカー・ジュニア（作詞・作曲） - 『ゴーストバスターズ』
  - 「ひとりぽっちのロンリー・ナイト」 - ポール・マッカートニー（作詞・作曲） - 『ヤァ!ブロード・ストリート』
  - "When Doves Cry" - プリンス（作詞・作曲） - 『プリンス/パープル・レイン』

#### 脚本賞
- 『アマデウス』 - ピーター・シェーファー
  - 『キリング・フィールド』 - ブルース・ロビンソン
  - 『インドへの道』 - デヴィッド・リーン
  - 『プレイス・イン・ザ・ハート』 - ロバート・ベントン
  - 『ソルジャー・ストーリー』 - チャールズ・フラー

#### 助演男優賞
- ハイン・S・ニョール - 『キリング・フィールド』
  - アドルフ・シーザー - 『ソルジャー・ストーリー』
  - リチャード・クレンナ - 『フラミンゴキッド』
  - ジェフリー・ジョーンズ - 『アマデウス』
  - パット・モリタ - 『ベスト・キッド』

#### 助演女優賞
- ペギー・アシュクロフト - 『インドへの道』
  - ドリュー・バリモア - 『ペーパー・ファミリー』
  - キム・ベイシンガー - 『ナチュラル』
  - ジャクリーン・ビセット - 『火山のもとで』
  - メラニー・グリフィス - 『ボディ・ダブル』
  - クリスティーン・ラーティ - 『スイング・シフト』
  - レスリー・アン・ウォーレン - 『ソングライター』

### テレビ

#### 主演男優賞（ドラマ部門）
- トム・セレック - 『私立探偵マグナム』
  - ジェームズ・ブローリン - Hotel
  - ジョン・フォーサイス - 『ダイナスティ』
  - ラリー・ハグマン - 『ダラス』
  - ステイシー・キーチ - 『探偵マイク・ハマー』
  - ダニエル・J・トラヴァンティ - 『ヒルストリート・ブルース』

#### 主演男優賞（ミュージカル・コメディ部門）
- ビル・コスビー - 『コスビー・ショー』
  - テッド・ダンソン - 『チアーズ』
  - ロバート・ギローム - 『ミスター・ベンソン』
  - シャーマン・ヘンズリー - The Jeffersons
  - ボブ・ニューハート - Newhart

#### 主演男優賞（ミニシリーズ・テレビ映画部門）
- テッド・ダンソン - 『アメリア』
  - ジェームズ・ガーナー - Heartsounds
  - サム・ニール - 『スパイ・エース』
  - ジェイソン・ロバーズ - 『サハロフ/愛と自由を求めて』
  - トリート・ウィリアムズ - 『欲望という名の電車』

#### 主演女優賞（ドラマ部門）
- アンジェラ・ランズベリー - 『ジェシカおばさんの事件簿』
  - ジョーン・コリンズ - 『ダイナスティ』
  - タイン・デイリー - 『女刑事キャグニー&レイシー』
  - リンダ・エヴァンス - 『ダイナスティ』
  - シャロン・グレス - 『女刑事キャグニー&レイシー』
  - ケイト・ジャクソン - Scarecrow and Mrs. King

#### 主演女優賞（ミュージカル・コメディ部門）
- シェリー・ロング - 『チアーズ』
  - デビー・アレン - 『フェーム/青春の旅立ち』
  - ネル・カーター - Gimme a Break!
  - スーザン・クラーク - Webster
  - ジェーン・カーティン - Kate & Allie
  - イザベル・サンフォード - The Jeffersons

#### 主演女優賞（ミニシリーズ・テレビ映画部門）
- アン＝マーグレット - 『欲望という名の電車』
  - グレン・クローズ - 『アメリア』
  - ファラ・フォーセット - 『バーニング・ベッド』
  - ジェーン・フォンダ - The Dollmaker
  - グレンダ・ジャクソン - 『サハロフ/愛と自由を求めて』

#### 作品賞（ドラマ部門）
- 『ジェシカおばさんの事件簿』
  - 『女刑事キャグニー&レイシー』
  - 『ダイナスティ』
  - 『ヒルストリート・ブルース』
  - 『セント・エルスウェア』

#### 作品賞（ミュージカル・コメディ部門）
- 『コスビー・ショー』
  - 『チアーズ』
  - 『フェーム/青春の旅立ち』
  - The Jeffersons
  - Kate & Allie

#### 作品賞（ミニシリーズ・テレビ映画部門）
- 『アメリア』
  - 『バーニング・ベッド』
  - The Dollmaker
  - 『サハロフ/愛と自由を求めて』
  - 『欲望という名の電車』

#### 助演男優賞
- ポール・ル・マット - 『バーニング・ベッド』
  - ピアース・ブロスナン - Nancy Astor
  - ジョン・ヒラーマン - 『私立探偵マグナム』
  - ベン・ヴェリーン - Ellis Island
  - ブルース・ウェイツ - 『ヒルストリート・ブルース』

#### 助演女優賞
- フェイ・ダナウェイ - Ellis Island
  - セルマ・ダイアモンド - Night Court
  - マーラ・ギブス - The Jeffersons
  - ジーナ・ロロブリジーダ - Falcon Crest
  - リー・パールマン - 『チアーズ』
  - ロクサーナ・ザル - 『アメリア』